# Mount Gardiner
Mount Gardiner är ett berg i Antarktis. Det ligger i den centrala delen av kontinenten. Nya Zeeland gör anspråk på området. Toppen på Mount Gardiner är 2 480 meter över havet.
Terrängen runt Mount Gardiner är varierad. Mount Gardiner är den högsta punkten i trakten. Trakten är obefolkad. Det finns inga samhällen i närheten.